# Linjedommer (fodbold)
En linjedommer (eller linjevogter) er en del af en dommertrio, som dømmer i fodboldkampe. En dommertrio består af én dommer og to linjedommere. Linjedommerens pligter er beskrevet i fodboldlovens §6.
Linjedommeren har ingen fløjte, som dommeren har. Derimod benyttes et flag til at markere forseelser. Når dommeren ser en markering dømmes for den pågældende forseelse. Linjedommerens markeringer er kun vejledende, da det er dommeren, der har det sidste ord.

## Pligter
Linjedommerens opgave er med sit flag at markere, når bolden kommer uden for sidelinjen eller mållinjen på banen; markere hvis en fodboldspiller er i strafbar offsideposition samt i øvrigt markere i tilfælde, hvor han står bedre placeret end dommeren eller en forseelse sker uden for dommerens synsfelt. Linjedommeren nærmest det tekniske område, står også for notering af de ind- og udskiftede fodboldspillere.

### Fjerdedommer
En kamps fjerdedommer hjælper dommeren i en række opgaver og kan erstatte en anden dommer.
Fjerdedommeren er et nyligt tillæg til dommerholdet. Engelsk dommer og administrator Ken Aston introducerede praksissen med en navngivet erstatningsdommer i 1966, men International Football Association Board (IFAB) skabte ikke denne position indtil 1991 og listede kun områder for ansvar for fjerdedommeren. Fjerdedommeren skal simpelthen blot assistere dommeren, og deres pligter er for det meste i diskretion af dommeren.
Fjerdedommeren har typisk en vis afstand til holdenes tekniske område, dog nævnes deres position ikke i Fodboldloven.
Generelt skal fjerdedommeren hjælpe dommeren med:
- administrative funktioner, under og efter en kamp
- gennemgang af spilleres udstyr
- styre udskiftninger, som de gør med en tavle, der kan være elektronisk.
- vise hvor mange minutter, der lægges til hver halvleg
- opføre sig som kontaktpersonen mellem dommerholdet og folk udefra (som stadiumstyrere, sikkerhedspersonale og boldhentere)
- sørge for sømmelighed i holdenes tekniske områder
- identificerer forseelser og andre brud, hvor dommeren ikke har tilstrækkeligt syn

I praksis er fjerdedommeren et nøglemedlem af dommerholdet og kan holde øje med ting, som dommeren ikke kan. Fjerdedommeren sørger altså også for, at dommeren ikke dømmer den forkerte spiller, eller giver to gule kort og glemmer at udvise en bestemt spiller.
Mens fjerdedommeren er et juniormedlem af dommerholdet, forventes det, at den kan erstatte en linjedommer, når de ikke kan fortsætte (enten pga. skade eller fordi de erstatter dommeren). Dog i de fleste store turneringer, er fjerdedommeren en udnævnt dommer og erstatter derfor dommeren i tilfælde, hvor den ikke kan fortsætte.

## Danske forhold
Under Dansk Boldspil-Union (DBU's) lokale unioner varierer det fra lokalunion til lokalunion, hvor langt ned i serierne der kræves neutrale linjedommere til turneringskampe. Under DBU København og DBU Bornholm gælder det kun den øverste lokale række (hhv. Københavnsserien og Bornholmsserien), under DBU Sjælland, DBU Fyn og DBU Lolland-Falster gælder det fra serie 1 af, mens det under DBU Jylland gælder helt ned til og med serie 2. 